# 欧亚圣普里瓦
欧亚圣普里瓦（法語：Aulhat-Saint-Privat，法語發音：[oja sɛ̃ pʁiva]）是法国多姆山省的一个旧市镇，属于伊苏瓦尔区。2016年1月1日，欧亚圣普里瓦与市镇弗拉合并为新市镇欧亚-弗拉。

## 地理
欧亚圣普里瓦（45°34'23"N, 3°18'45"E）面积8.56 平方千米，位于法国奥弗涅-罗讷-阿尔卑斯大区多姆山省，该省份为法国中南部省份，北起阿列省接壤，东临卢瓦尔省，南至上盧瓦爾省和康塔爾省，西接科雷兹省和克勒兹省。
与欧亚圣普里瓦接壤的市镇（或旧市镇、城区）包括：布雷纳、弗拉、芒略、圣巴贝勒、索克西朗日。
欧亚圣普里瓦的时区为UTC+01:00、UTC+02:00（夏令时）。

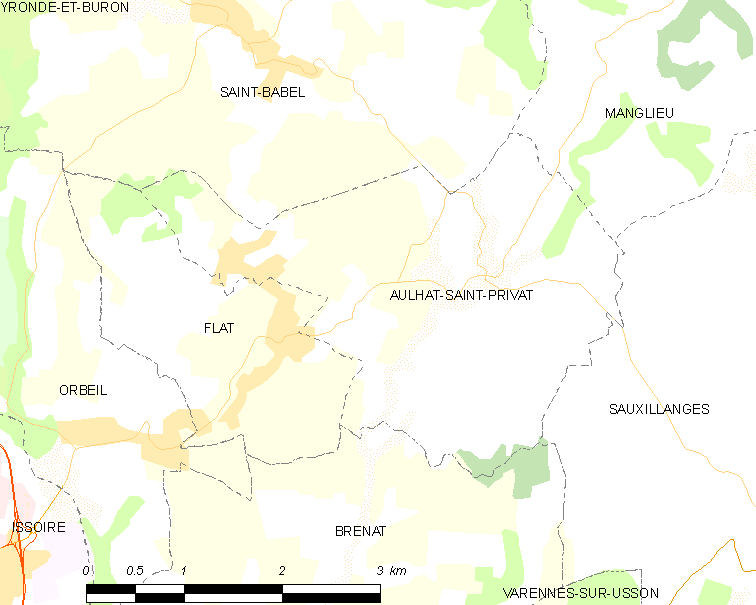
欧亚圣普里瓦的OSM定位图

## 行政
欧亚圣普里瓦的邮政编码为63500，INSEE市镇编码为63018。

## 政治
欧亚圣普里瓦所属的省级选区为伊苏瓦尔县。

## 人口

1962-2008年间欧亚圣普里瓦人口变化图示

欧亚圣普里瓦于2018年1月1日时的人口数量为476人。